# フッド川
フッド川（フッドがわ、Hood River）は、アメリカ合衆国オレゴン州北西部にある、コロンビア川の支流である。河口からイーストフォークと呼ばれる沢の最上流部までの長さは約40kmある。日本人がオレゴン富士と呼ぶフッド山近くのカスケード山脈の自然環境保護地域を流れ、農業地帯のフッドリバーバレーを下りコロンビア川峡谷でコロンビア川に合流する。
英国の海軍のサミュエル・フッド提督にちなんでウィリアム・ロバート・ブロートンが命名した。

## 流路
ポートランドの東80kmのフッドリバー郡で、3つの別々の流れとして流れ出す。フッド山の北側の斜面からの流れが集まって約16kmのミドルフォークとなり、ミドルフォークはアッパーフッドリバーバレーを北へ流れる。フッド山東側のフッド山国有林から流れ出す全長約24kmのイーストフォークも北へ流れてアッパーフッドリバーバレーに入り、ドッグ川を合わせた後ミドルフォークに合流する。コロンビアの南16kmのフッドリバー郡西部から流れ出す長さ16kmのウェストフォークは東北東に流れてディー付近でイーストフォークと合流する。その後は約16km北東にフッドリバーバレーを流れてフッドリバーでコロンビア川と合流する。